# Aspicera tenuispina
Aspicera tenuispina is een vliesvleugelig insect uit de familie van de Figitidae. De wetenschappelijke naam van de soort is voor het eerst geldig gepubliceerd in 1904 door Kieffer.